# Västra Vingåkers distrikt
Västra Vingåkers distrikt är ett distrikt i Vingåkers kommun och Södermanlands län. 
Distriktet ligger i och omkring Vingåker. 

## Tidigare administrativ tillhörighet
Distriktet inrättades 2016 och utgörs av socknen Västra Vingåker i Vingåkers kommun.
Området motsvarar den omfattning Västra Vingåkers församling hade vid årsskiftet 1999/2000.